# Smeringochernes guamensis
Smeringochernes guamensis es una especie de arácnido  del orden Pseudoscorpionida de la familia Chernetidae.

## Distribución geográfica
Se encuentra en Nueva Guinea, islas Carolinas y las islas Marianas.